# Pseudaeolus waggae
Pseudaeolus waggae is een keversoort uit de familie kniptorren (Elateridae). De wetenschappelijke naam van de soort is voor het eerst geldig gepubliceerd in 1882 door Candèze.